# 貞淑皇后
參數所指定的目標頁面不存在，建議更正成存在頁面或直接建立下列一個頁面（建立前請先搜尋是否有合適的存在頁面可以取代）：
- 貞淑皇后 (丁部領)

貞淑皇后趙氏（？—？），明夏追封君主夏宣武帝明学文妻。
趙氏事跡不詳，只知她嫁與夏宣武帝及生夏太祖明玉珍。天統元年（1363年），明玉珍稱帝，追上趙氏諡號為貞淑皇后。